# Diccionario de la lengua española

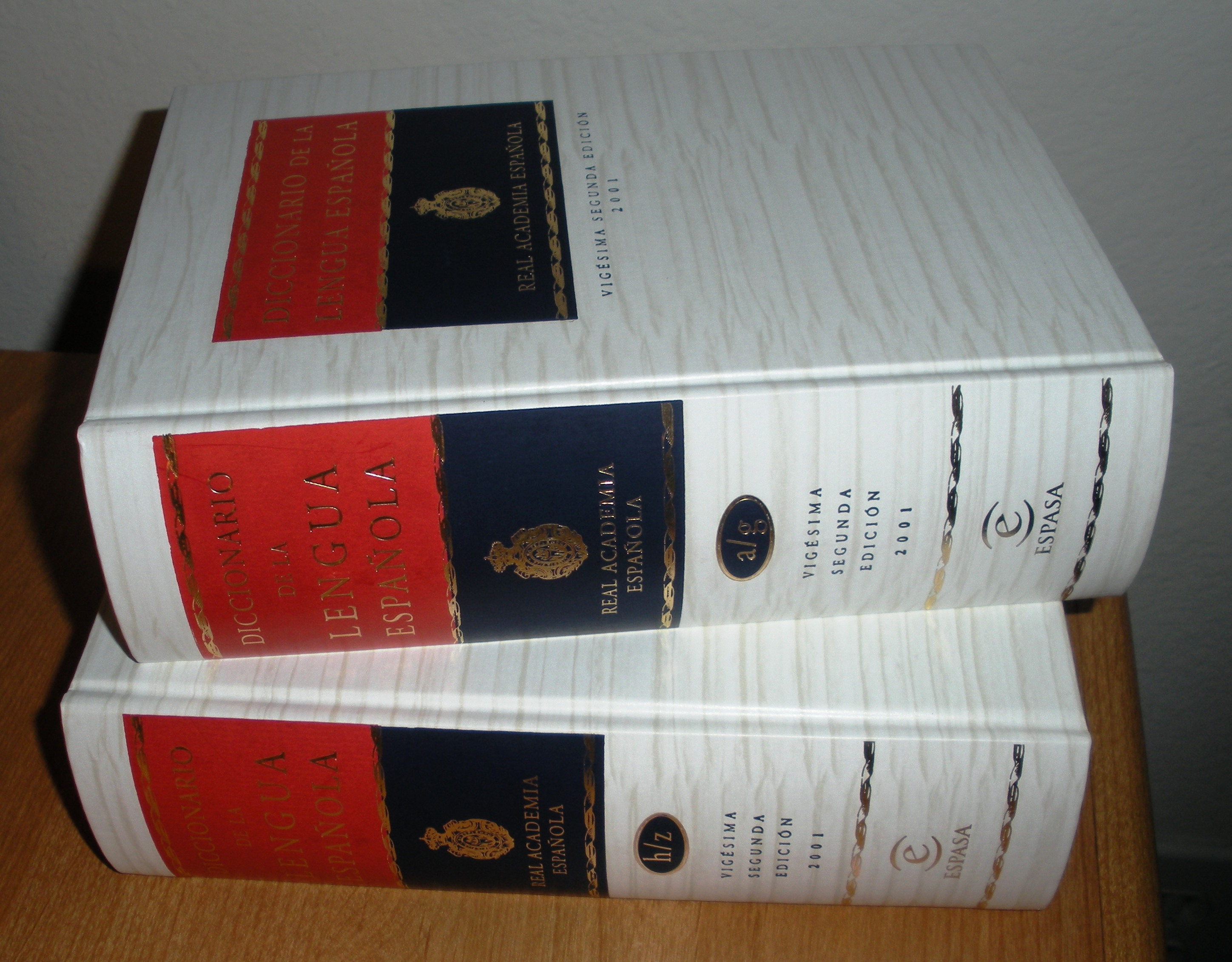
Vigesimosegunda edición del Diccionario de la lengua española

El Diccionario de la lengua española es un diccionario del idioma español editado y elaborado por la Real Academia Española con la participación de todas la academias de la ASALE. La propia Academia también lo denomina Diccionario usual. Hasta la 22.ª edición, la RAE lo abreviaba  como DRAE (Diccionario de la Real Academia Española), pero desde la 23.ª usa la sigla DLE (Diccionario de la lengua española), debido a que en su elaboración participan ahora todas las academias de la Asociación de Academias de la Lengua Española. Es considerado el diccionario normativo de la lengua española. En 2020, su edición en línea recibió mil millones de consultas.
La primera edición de este diccionario data de 1770 y la edición más reciente es la 23.ª, de 2014. La 23.ª vio la luz el 16 de octubre de 2014, como broche a la celebración del III Centenario de la institución. Tiene 2376 páginas y se editó en un solo tomo (18 × 26 centímetros), encuadernado en cartoné con estuche. También se publicó una versión en dos volúmenes, destinada a América, y otra especial para coleccionistas. El número de artículos ascendió a 93 111, frente a los 84 431 incluidos en la anterior edición. Desde 2017, se han publicado siete actualizaciones de la versión en línea de la 23.ª edición, la 23.1 en 2017, la 23.2 en 2018, la 23.3 en 2019, la 23.4 en 2020, la 23.5 en 2021, la 23.6 en 2022, la 23.7 en 2023 y la 23.8 en 2024. En 2026 se publicará la 24.ª edición.
Respecto a su carácter normativo, la propia academia aclara que las recomendaciones y juicios que hace se basan en el uso normal del lenguaje hoy día, y que se busca una unidad entre los muchos países con sus diferentes normas. El diccionario incluye palabras de uso común extendido, al menos en un ámbito representativo de entre aquellos en los que se habla el español o castellano y además incluye numerosos arcaísmos y vocablos hoy en desuso, para entender la literatura castellana antigua. Desde la 21.ª edición (1992) se ha aumentado el número de acepciones propias de los países hispanohablantes, cuyas Academias de la Lengua forman parte de la Asociación de Academias de la Lengua Española (ASALE), dejando en claro el ámbito en que estas son utilizadas.

## Títulos del diccionario
- Diccionario de la lengua castellana compuesto por la Real Academia Española, título entre la 1.ª (1780) y 4.ª edición (1803).
- Diccionario de la lengua castellana por la Real Academia Española, título entre la 5.ª (1817) y 14.ª edición (1914).
- Diccionario de la lengua española, título de la 15.ª edición (1925) en adelante.

## Orígenes y desarrollo del diccionario
La elaboración de un diccionario del español o castellano fue una de las primeras tareas que se impuso la RAE en su fundación en 1713, editando en primer lugar el «Diccionario de la lengua castellana, en que se explica el verdadero sentido de las voces, su naturaleza y calidad, con las phrases o modos de hablar, los proverbios o refranes, y otras cosas convenientes al uso de la lengua», conocido como Diccionario de autoridades (1726-1739) en seis volúmenes in-folio. 
En 1770 aparece el primer tomo (letras A-B) de una frustrada nueva edición actualizada del Diccionario, en la que también figuraban las autoridades. Esta edición se abandonó al decidir la Academia publicar el que fue conocido como «Diccionario usual», más práctico y económico.  
Partiendo del Diccionario de autoridades, se elabora como compendio en un solo volumen el Diccionario de la lengua castellana compuesto por la Real Academia Española, reducido a un tomo para su más fácil uso, conocido como «Diccionario usual», cuya primera edición data de 1780. Las razones enunciadas en el prólogo para la publicación de este diccionario eran la necesidad de que el público tuviera acceso a un diccionario entre el lapso de la primera edición del Diccionario de autoridades y la tardanza en la publicación de la segunda -frustrada- edición corregida y ampliada de éste, ofreciéndose esta alternativa de más fácil uso y menor costo. De esta versión reducida del diccionario se han publicado veintitrés ediciones.
La primera edición del diccionario en un solo volumen, prescinde de las menciones a las autoridades (como se hizo a partir de 1780). Tuvo nuevas versiones en 1783, 1791, 1803 y 1815. A partir de esta quinta edición se tituló simplemente Diccionario de la lengua castellana, con ediciones en el siglo xix de 1822, 1832, 1837, 1843, 1852, 1869, 1884 y 1899, con la que se alcanzaba la decimotercera.
El siglo xx se inició con la edición de 1914. En la decimoquinta publicación, de 1925, cambió la denominación de lengua castellana para pasar a denominarse Diccionario de la lengua española. Otras ediciones de ese siglo fueron las de 1936-1939, 1947, 1956, 1970 y 1984, que hacía la vigésima edición. La vigésimo primera edición, de 1992, se publica también con una encuadernación en rústica en dos volúmenes, en «formato de bolsillo», a la que se añadiría su versión en CD-ROM, que apareció en 1995. 2001 inició las versiones del DLE del siglo xxi, que ofrece una versión consultable en línea. De su primera versión en un tomo hasta la actual, el repertorio léxico prácticamente ha duplicado su número.
La primera edición de 1780 del diccionario usual ofrecía las etimologías de las palabras, pero este dato fue desestimado en la edición de tres años después. Las etimologías se reincorporaron en la edición de 1884.

### Ediciones (año y número de edición)

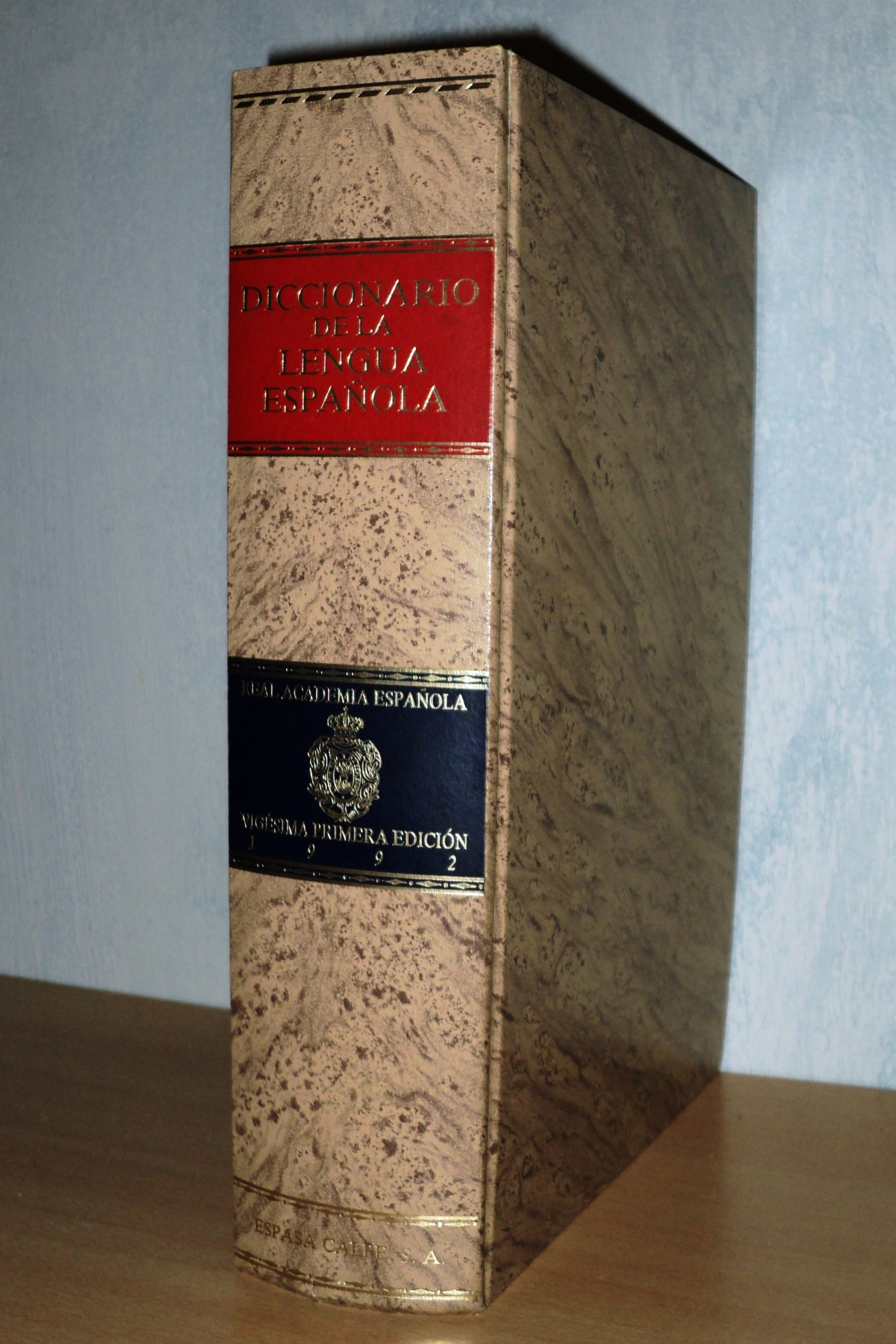
Un ejemplar de la vigésima primera edición del Diccionario de la lengua española (1992). Esta edición conmemoró el quinto centenario de la llegada de los españoles a América, así como el quinto centenario de la Gramática de Nebrija (1492-1992).

- 1770 (1.ª, consultable en línea)
- 1783 (2.ª)
- 1791 (3.ª)
- 1803 (4.ª)
- 1817 (5.ª, consultable en línea)
- 1822 (6.ª, consultable en línea)
- 1832 (7.ª, consultable en línea)
- 1837 (8.ª)
- 1843 (9.ª)
- 1852 (10.ª)
- 1869 (11.ª)
- 1884 (12.ª, consultable en línea)
- 1899 (13.ª, consultable en línea)
- 1914 (14.ª, consultable en línea)
- 1925 (15.ª)
- 1936/1939 (16.ª)
- 1947 (17.ª)
- 1956 (18.ª)
- 1970 (19.ª), última que conservó inclusiones de refranes en cada artículo.
- 1984 (20.ª)
- 1992 (21.ª)
- 2001 (22.ª, consultable en línea)
- 2014 (23.ª)
- 2023 (versión electrónica 23.7, consultable en línea)

Todas las ediciones, desde 1770 hasta 1992, son consultables en línea en el Nuevo tesoro lexicográfico de la lengua española.

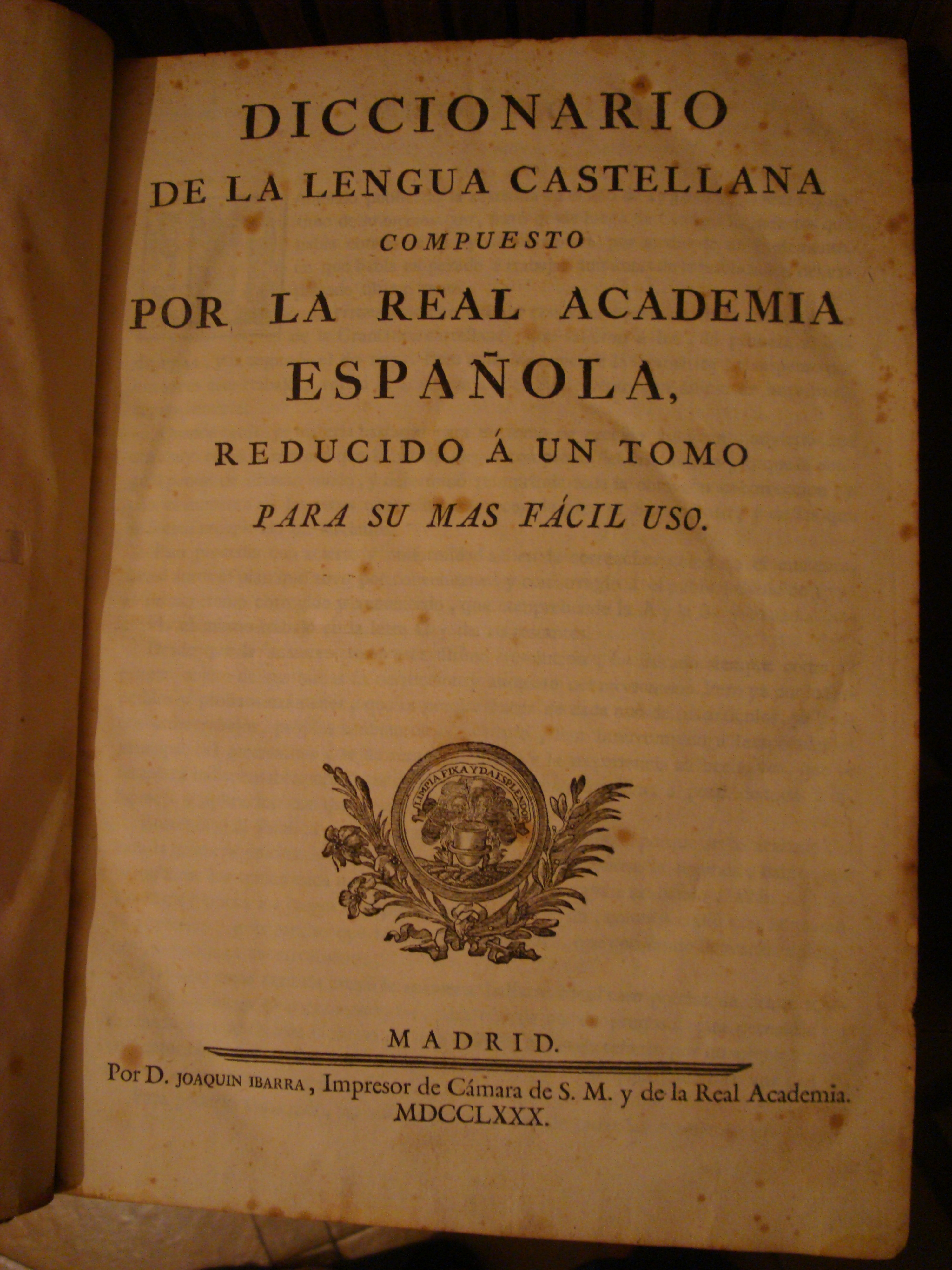
Diccionario de la lengua castellana compuesto por la Real Academia Española, reducido a un tomo para su más fácil uso, 1780. Portada interior.
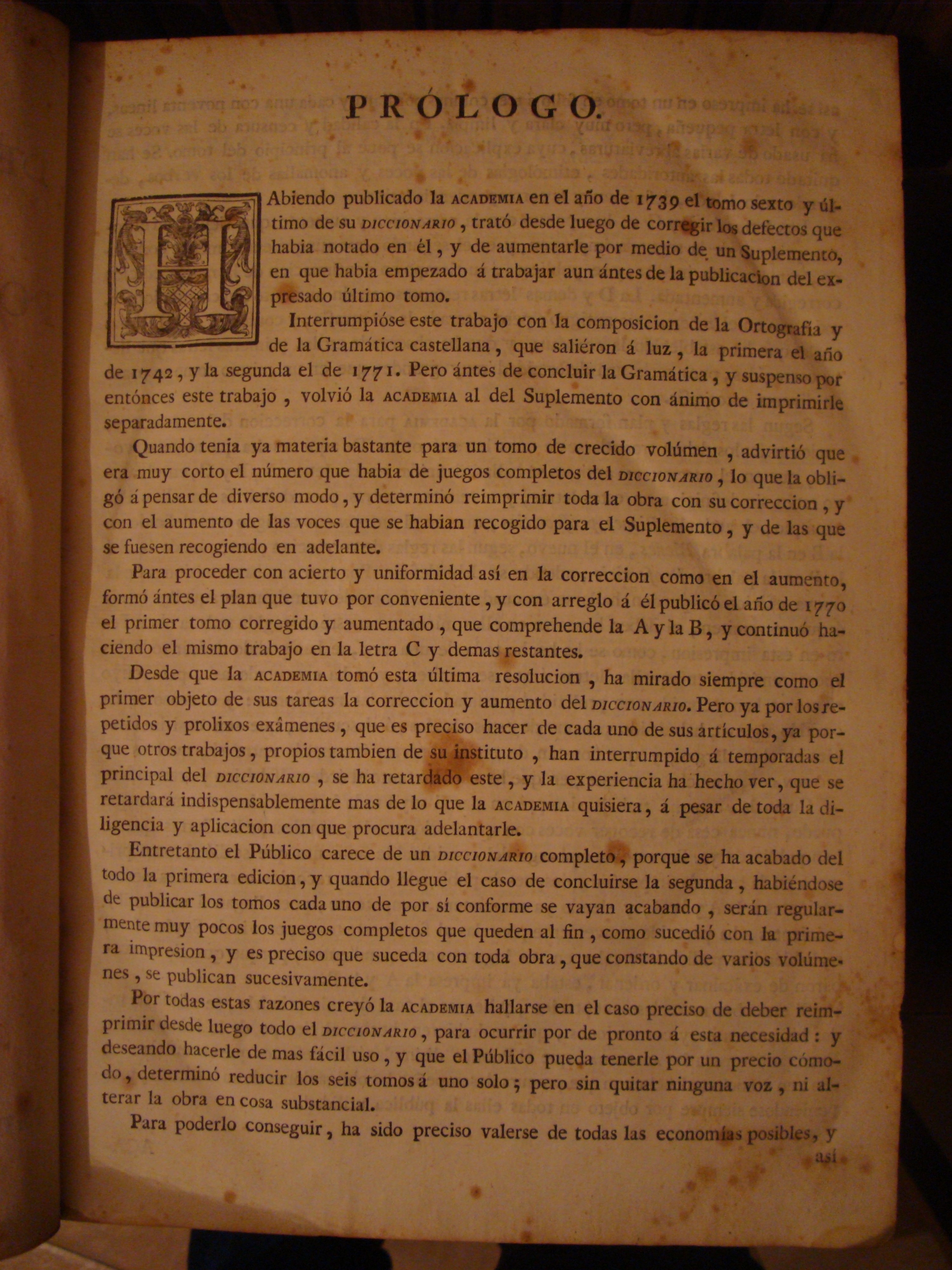
Diccionario de la lengua castellana compuesto por la Real Academia Española […]. Prólogo, 1.ª página.
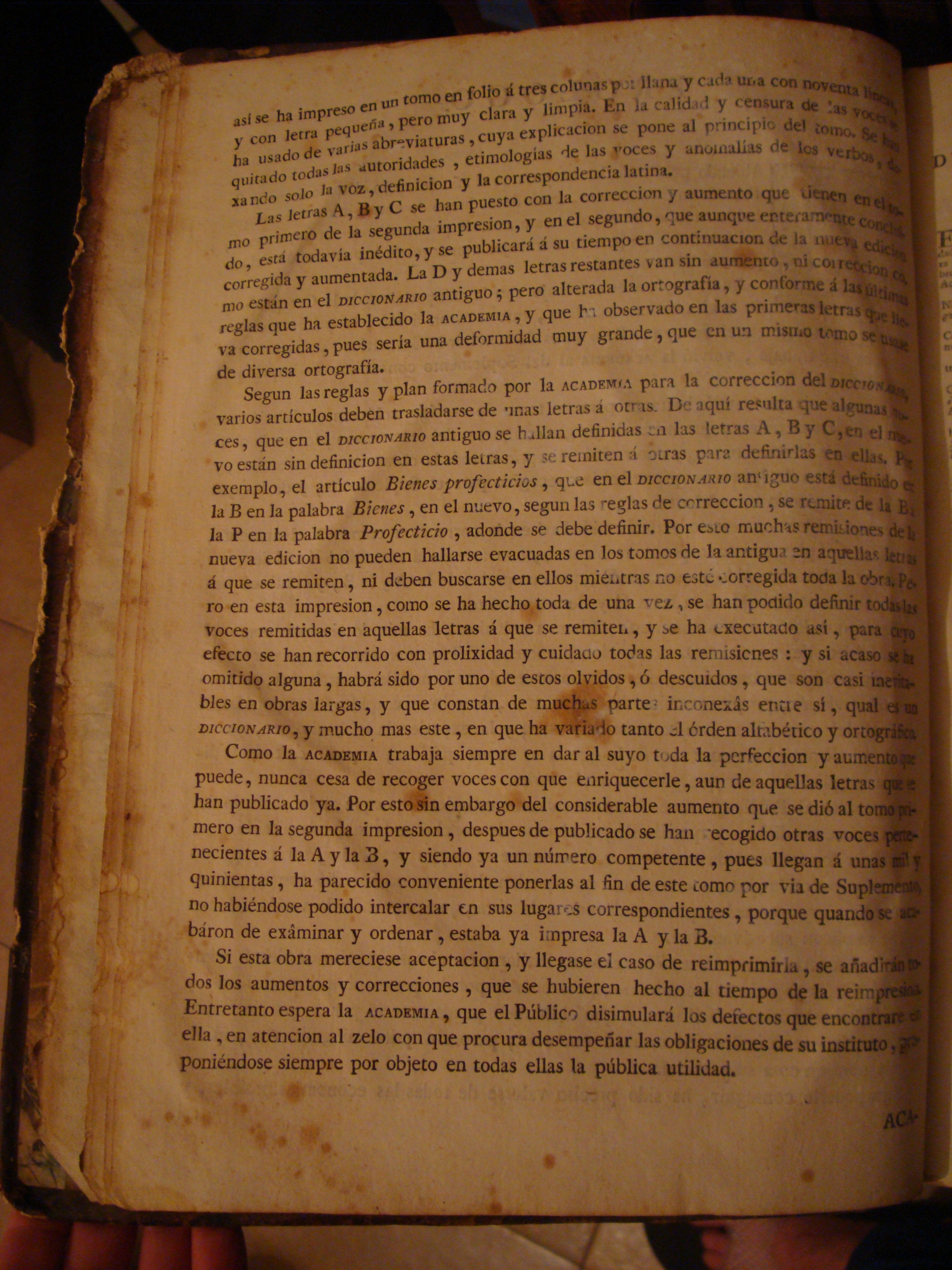
Diccionario de la lengua castellana compuesto por la Real Academia Española […] Prólogo, 2.ª página.
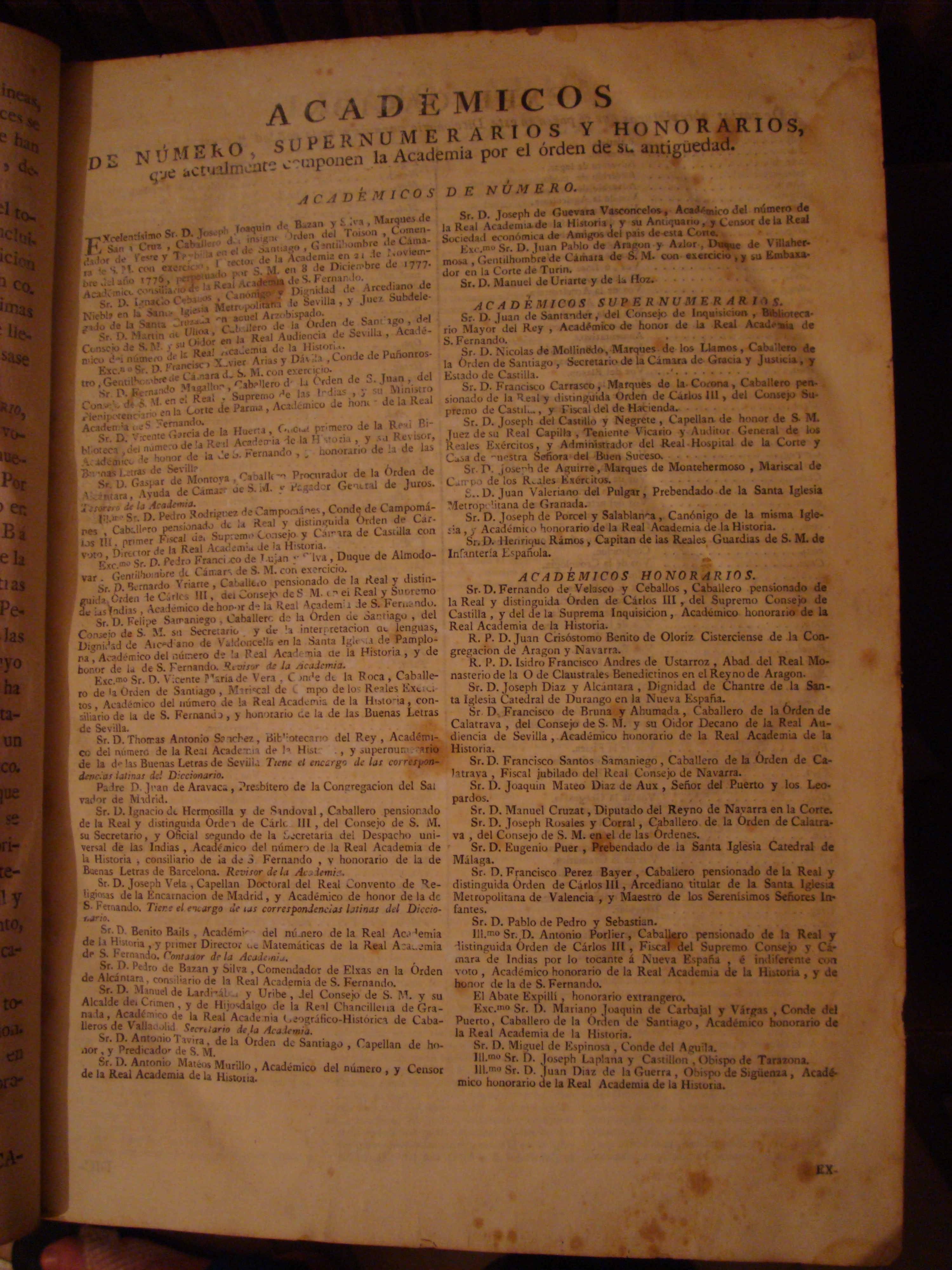
Diccionario de la lengua castellana compuesto por la Real Academia Española […]. Académicos.

## Soportes utilizados
Hasta la vigésima primera edición (1992) el soporte utilizado fue el papel. Ese año, además de su formato tradicional como libro, el diccionario se editó en CD-ROM y también en dos libros de bolsillo. El 25 de octubre de 1994 se registró el dominio web «rae.es» con fecha de expiración en 2025. Con la vigésima segunda edición (2001) se añadió un nuevo aporte al introducir el diccionario en internet y de acceso libre para todos los usuarios. Esta versión digital estaba a caballo entre la vigésima primera edición impresa del año 1992 y la vigésima tercera edición impresa del año 2014, y ya anticipaba definiciones de palabras que fueron luego modificadas en la edición de 2014. La vigésima tercera edición del Diccionario de la lengua española fue puesta a disposición del público mediante consulta gratuita el 21 de octubre de 2015. El 2 de noviembre de 2015, por medio de su cuenta oficial en Twitter @RAEinforma se invita a consultar en línea la última edición del diccionario académico en su nuevo subdominio web. Asimismo, en dicha cuenta también informan sobre hechos o acontecimientos relacionados con su página web principal, e invitan cordialmente a que «lo tengan en cuenta para futuros accesos y para actualizar los enlaces publicados en páginas externas».

## Ediciones
En la cuarta edición del diccionario (1803) se fijaron y se incorporaron al alfabeto castellano los dígrafos ch y ll como letras separadas y parte de la ordenación alfabética. Dicha decisión cambió en 1994 (X Congreso de la Asociación de Academias de la Lengua Española), donde los dos dígrafos quedaron ordenados en su lugar correspondiente en el alfabeto latino. También se cambió en 1803 la x por la j cuando la grafía representa el fonema velar /x/ (excepto en vocablos como Caxamarca, México, Texas, etc., que la conservan, aunque correspondan a /x/ en español), y se eliminó el acento circunflejo (^).
Las primeras ediciones son mucho más extensas, incluyen la traducción al latín de los vocablos y, en algunos casos, dan ejemplos de su uso, especialmente en forma de dichos populares, y reseñan parte de su evolución. Un dato curioso es que aparece muger («mujer») siguiendo la usanza de la época. La entrada de la letra x es interesante y muestra la riqueza de las primeras ediciones. Aquí se reproduce un fragmento de lo que muestra la 3.ª edición de 1791:

x. Vigésima tercia letra en el orden de nuestro alfabeto, y décima octava de las consonantes. Es semivocal, y tomada de los latinos, entre los quales tenía el valor de dos consonantes; y unas veces fuerza de c y s, y otras de g y s. En castellano conservamos el sonido de la c y s, como en exâmen, exôtico; pero el de la g y la s lo convertimos en otro mucho más fuerte y gutural, tanto que no la distinguimos de la j, o g fuerte; como en xamugas, exército. La X se usa por transmutación en lugar de otras letras en voces que vienen de otras lenguas; como: se muda la S en X en las voces latinas vesica, inserere, que nosotros volvemos vexiga, é inxerir, y las dos ss del italiano basso, que nosotros volvemos baxo.

Menciona otras transmutaciones: xaga en chaga y luego en llaga, y el de xapeo en chapeo. Otro dato que ofrece es que la x se obtiene juntando dos v, con lo que explica el valor de diez (cinco más cinco) en los números romanos.

## Críticas
A lo largo de su historia, el diccionario de la Real Academia ha sido objeto de muchas y variadas críticas. Entre los diversos motivos de tales críticas pueden citarse los siguientes:
- El investigador del CSIC Javier López Facal, en una entrevista del 2011, lo consideraba un diccionario arcaico en su planteamiento y de calidad inferior a otros.[29]
- El profesor de ictiología Alfonso L. Rojo en su estudio de definiciones relacionadas con los peces del diccionario de 2001 encuentra «inconsistencias, incorrecciones, atraso y errores».[30]
- La lexicógrafa Montserrat Alberte considera que, en materia de diccionarios, «la Academia, a lo largo de los siglos, se ha caracterizado más por lo que anunció y no llegó a hacer, que por lo que efectivamente hizo».[31]
- La catedrática de lengua española Esther Forgas critica el «sesgo ideológico presente en las definiciones del diccionario académico».[32]
- A pesar de su ambición panhispánica, algunos autores lo consideran un diccionario hispanocéntrico.[33][34]
- El lexicólogo y periodista mexicano Raúl Prieto Río de la Loza criticaba ácidamente el centralismo y las definiciones del diccionario de la Real Academia Española. Publicó varios libros al respecto.[35]